# Hans Heinrich Jantsch
Hans Heinrich Jantsch (* 15. November 1918 in Wien, Österreich; † 10. Februar 1994 ebenda) war ein österreichischer Arzt und Hochschullehrer sowie ärztlicher Direktor der Akademien für physikalische Medizin und für Ergotherapie in Wien.

## Leben

### Jugend und Ausbildung
Hans Jantsch wurde als einziger Sohn des Chemikers Gustav Jantsch und der Hedwig Prade und Enkel von Heinrich Prade geboren. Seine Kindheit verbrachte er zunächst in Wien, Reichenberg, Leverkusen, Karlsruhe und dann in Bonn, wo er die Volksschule begann. Mit der Berufung seines Vaters als Hochschulprofessor für analytische Chemie an die Technische Hochschule Graz setzte er seine Schulausbildung dort fort und legte die Reifeprüfung am akademischen Gymnasium mit Auszeichnung 1937 ab.

### Arbeit beim Bundesheer
Danach war er einjährig Freiwilliger beim österreichischen Bundesheer und durfte 1938 nicht abrüsten. Zunächst solle er in der Artillerie-Offiziersschule Jüterbog zum Offizier ausgebildet werden. Das wurde abgebrochen, da er als politisch unzuverlässig eingeschätzt wurde.
Nach Fronteinsätzen in Polen und in Frankreich wurde er auf sein Drängen 1941 zum Medizinstudium als Sanitäts-Offiziersanwärter abkommandiert. Neben seinem Studium musste er als Sanitätsfeldwebel im Reservelazarett XXI, dem heutigen Krankenhaus der barmherzigen Brüder, arbeiten und wurde dort zu Röntgenassistenten ausgebildet. Im Rahmen dieser Tätigkeit erkrankte Hans Jantsch 1942 an einer offenen Lungentuberkulose, was zu seiner Entlassung aus dem Militärdienst als Schwerkriegsversehrter und zu mehreren Aufenthalten in Lungenheilanstalten führte. Gemeinsam mit seiner späteren Frau Dr. Marlene Jantsch schrieb er im Auftrag von Leopold Schönbauer unzählige wissenschaftliche Arbeiten und Bücher (s. u.).

### Arbeit als Arzt
Seit 1945 arbeitete Hans Jantsch in der Abteilung für physikalische Medizin, wo Josef Kowarschik, die Teil der. I. chirurgischen Universitätsklinik (Klinik Schönbauer) im Wiener AKH leitete. 1947 promovierte er zum Doktor der gesamten Heilkunde. 1956 wurde Hans Jantsch offiziell Vorstand der Abteilung für physikalischen Medizin im Wiener AKH, wobei er schon ab 1954 die Abteilung für den erkrankten Kowarschik leitete. 1959 erfolgte die Habilitation für physikalische Medizin. Es war die erste Habilitation für dieses Fach in Österreich und damit wurde auch der Facharzt für physikalische Medizin geschaffen.

### Arbeit als Professor
1962 übernahm Jantsch als ärztlicher Direktor offiziell die Schule für den physiktherapeutischen Dienst von Kowarschik, die er sukzessive ausbaute und von einer Privatschule in eine öffentliche Schule überführte. 1971 war Hans Jantsch gemeinsam mit Rudolf Souceck an der Gründung der Schule für Ergotherapie maßgeblich beteiligt und übernahm auch deren Leitung. 1971 wurde ihm der Titel eines ao.Univ.Prof. verliehen, 1974 erfolgte die Umwandlung der Abteilung in eine Lehrkanzel und 1976 schließlich die Berufung zum o.Univ Prof. für physikalische Medizin und Rehabilitation primo et unico loco. 1992 emeritierte Hans Jantsch, blieb allerdings noch Lehrer und wissenschaftlicher Leiter der Schule für physikalische Therapie und der Schule für Ergotherapie, die noch unter seiner Leitung in Akademien umgewandelt wurde. Daneben war er auch noch ärztlicher Leiter der  röntgentechnische und medizinisch-technischen Akademie sowie der Schule für den medizinisch-technischen Fachdienst.

## Sonstiges
Hans Jantsch war Mitglied des obersten Sanitätsrates Österreichs und wissenschaftlicher Berater der elektromedizinischen Fabrik Dr. Felix Schuhfried.
Er hatte vier Kinder mit Marlene Jantsch: Christine Nowotny, Wolfgang Jantsch, Hans Jantsch und Katharina Pils.

## Werke
- Das medizinische Wien, Geschichte, Werden, Würdigung. Von Leopold Schönauer, mit wesentlicher Mitwirkung von Marlene und Hans Jantsch. Wien: Urban & Schwarzenberg 1944.
- Gesünder leben – länger leben. Von Leopold Schönauer mit wesentlicher Mitarbeit von Marlene und Hans Jantsch. Wien: Europa Verlag – Forum Verlag. 1955.
- Das österreichische Spital. Von Leopold Schönauer mit wesentlicher Mitarbeit von Marlene und Hans Jantsch. Wien: Hollinek Verlag, 1958.
- Niederfrequente Ströme zur Diagnostik und Therapie, Hans Jantsch und Felix Schuhfried. Verlag Wilhelm Modrig, Wien – München – Berlin, 1973
- Physikalische Medizin. Robert Günther und Hans Jantsch, Springer Verlag, 1982 und. 2. Auflage 1986. ISBN 3-540-17062-6 bzw. ISBN 0-387-17062-6
- Lehrbuch für physikalische Medizin und Rehabilitation, Kapitel: Niederfrequenzströme in Diagnostik und Therapie. Herausgeber: * K.L.Schmidt, H. Drexel und K.-A. Jochheim. Gustav Fischer Verlag, Stuttgart, Jena, New York, 1995. ISBN 3-437-00797-1.
- Zahlreiche medizinische wissenschaftliche Arbeiten.

| Personendaten    | Personendaten          |
| ---------------- | ---------------------- |
| NAME             | Jantsch, Hans Heinrich |
| KURZBESCHREIBUNG | österreichischer Arzt  |
| GEBURTSDATUM     | 15. November 1918      |
| GEBURTSORT       | Wien                   |
| STERBEDATUM      | 10. Februar 1994       |
| STERBEORT        | Wien                   |